# Spirala šutnje
Spirala šutnje je politička znanost i teorija masovne komunikacije istaknuta od Elisabeth Noelle-Neumann. Objavljena je u knjizi Elizabeth Noelle-Neumann: ˝Spirala šutnje˝. Mišljenje javnosti o ovoj znanosti je da je to teorija koja dokazuje da je osoba manje voljna izjaviti mišljenje na neku temu, ako osjeća da je u manjini, zbog straha od osvete ili izolacije od većine. 
Mediji igraju veliku ulogu u određivanju dominantnog mišljenja, otkako je naše izravno promatranje limitirano na mali postotak populacije. Kada medijsko praćenje javnog mnijenja postane status quo, vjerojatnost da će manjina izraziti mišljenje je mala. Suprotno tome, kada osoba osjeća da njena pozicija stječe popularnost, postaje sve veća i veća vjerojatnost da će pričati o tome.
Teorijom se pretpostavlja da ljudi konstantno ocjenjuju javno mnijenje i da koriste medije u tu svrhu. Isto se tako pretpostavlja da svi mi imamo urođen strah od izdvajanja/izoliranja i znamo kakvo će mišljenje većina imati na temelju te iste izolacije. Teorija objašnjava  (manjinu na pravo glasa) na način da napominje da uvijek postoji nekoliko osoba koje imaju manji strah od izolacije, nazivajući ih izazivači javnog mnijenja. Pored toga napominje se da je ta vrsta manjine potreban faktor promjene kao što je i suglasna/popustljiva/usaglašena većina neophodan faktor stabilnosti, i stoga su oboje proizvod razvoja/evolucije/postanka. 
Jedan način suzbijanja „spirale šutnje“ je odrediti/postaviti/naznačiti pojedinca unutar grupe kao „đavoljeg odvjetnika“. Ta bi pozicija omogućila ostatku grupe da slobodno raspravljaju o idejama, bez cenzure, u cjelini stvarajući produktivniju sredinu.